# آکسون

آکسون یا آسه (به انگلیسی: Axon) رشته بلند و باریکی است که از سلول عصبی یا پیانژه، برآمده‌است و پیام‌های الکتریکی را از جسم سلولی نورون (سوما) به بیرون هدایت می‌کند. هر نورون تنها یک آکسون و چندین دِندریت دارد.
پیام الکتریکی پس از آنکه به جسم سلولی رسید، در آنجا پردازش شده و سپس به آکسون‌ها فرستاده می‌شود. پیام الکتریکی در درازای آکسون هدایت شده و به پایان آکسون که پایانه آکسونی یا ترمینال آکسون نام دارد می‌رسد. پایانه آکسونی یا با دندریت نورون دیگر ارتباط برقرار کرده یا به یک سلول ماهیچه‌ای یا یاخته غده‌ای می‌رسد. در پایانه‌های آکسونی ریزساختار ویژه‌ای به نام سیناپس وجود دارد که به آن فضای سیناپسی می‌گویند. از راه سیناپس، پیام سلول عصبی به سلول بعدی راه می‌یابد.

## پوشش آکسون‌ها
بیشتر آکسون‌ها در سامانه عصبی مرکزی و سامانه عصبی پیرامونی به وسیلهٔ سلول‌های نوروگلیا و شوان که میلین را می‌سازند پوشانده می‌شوند. آکسون‌ها بیشتر در بخش سفید مغز و نخاع گسترش یافته‌اند اما این بدین معنی نیست که در بخش‌های خاکستری مغز و نخاع، هیچ آکسونی وجود ندارد.
برخی سلول‌های عصبی فاقد آکسون هستند (آماکرین در چشم) و گاهی آکسون کوتاه‌تر از دندریت است (مانند سلول‌های پورکینیه مخچه، پیرامیدال کورتکس مخ و نورون‌های حسی).

## برخی اصطلاحات
هیلاک: محل خروج آکسون از پریکاریون (مشخص با فقدان اجسام نیسل)
غشای آسه (آکسولما): غشای سیتوپلاسمی اطراف آکسون
آکسوپلاسم: سیتوپلاسم درون آکسون (فاقد اجسام نیسل)

## جابجایی مواد در آکسوپلاسم
جابجایی آنتروگراد: جابجایی مواد و اندامک‌ها در آکسوپلاسم از پریکاریون به سمت انتهای آکسون، با واسطه پروتئین کاینزین، با ۳ سرعت مشخص:
1. سرعت آهسته (پروتئین‌ها و میکروفیلامنت‌ها، چند میلی‌متر در روز)
2. سرعت متوسط (میتوکندری)
3. سرعت زیاد (وزیکول‌های حاوی نوروترانسمیترها، صد برابر سرعت آهسته)

جابجایی رتروگراد: جابجایی مواد از انتهای آکسون به سمت جسم سلولی، گاهی جذب مواد سمی و آسیب به دستگاه عصبی مرکزی، با واسطه پروتئین داینئین

## غلاف میلینی
غلاف میلینی غلاف لیپوپروتئینی به صورت لایه‌های متحدالمرکز، در اطراف اغلب آکسون‌ها است. این غلاف حاصل پیچش غشای سیتوپلاسمی سلول‌های شوان در اعصاب محیطی و سلول‌های الیگودندروسیت در اعصاب مرکزی است. هنگام تولد، غلاف میلینی اعصاب محیطی کامل است ولی غلاف اعصاب مرکزی ناکامل است.
نحوه تشکیل غلاف میلین: نزدیک شدن سلول‌های شوان (منشأ گرفته از ستیغ عصبی) به آکسون، دربر گرفتن آن به‌صورت نیم حلقوی، نزدیک شدن دو لبه نیم حلقه به هم، چسبیدن غشاها (مزآکسون: محل چسبیدن دو غشا به هم) و پیچش دور آکسون
غلاف شوان (نورولما): لایه ظریف در سطح خارجی غلاف میلین متشکل از هسته و سیتوپلاسم سلول شوان
گره رانویه: نواحی فرورفته در غلاف میلین، در حد فاصل دو سلول شوان (به‌علت محدودیت ابعاد سلول‌های شوان)
شکاف‌های اشمیت لانترمن: شکاف‌های مورب در غلاف میلین، سیتوپلاسم باقی مانده سلول شوان در بین لایه‌های غشایی در حین تشکیل غلاف میلین

## فیبر عصبی
فیبر عصبی (به انگلیسی: Nerve fiber) (یا الیاف عصبی یا تار عصبی)، در ارتباط با یک آکسون نورون حرکتی یا دندریت نورون حسی، در دستگاه عصبی است که دارای غلاف میلین یا فاقد آن است. در یک عصب محیطی، واژه رشته عصبی در مورد یک آکسون با سلول‌های شوان و غلاف اندونوریوم اش به کار می‌رود. نکته‌ای که باید توجه داشت این است که فیبرهای حسی محیطی دارای دندریت‌های بلند و آکسون‌های کوتاه هستند. فیبرهای حرکتی محیطی از آکسون‌های بلند و دندریت‌های کوتاه تشکیل می‌شوند. برای دندریت‌های بلند فیبرهای آوران نیز واژه آکسون به کار می‌رود، چون از نظر ساختاری این نوع دندریت‌ها و آکسون فیبرهای وابران مشابه هستند؛ بنابراین، یک فیبر عصبی محیطی شامل یک آکسون (یا دندریت بلند)، غلاف میلین (در صورت وجود)، سلول‌های شوان و اندونوریوم است.
یک رشته عصبی در دستگاه عصبی مرکزی، فاقد غلاف اندونوریوم است. رشته‌های عصبی در دستگاه عصبی مرکزی و دستگاه عصبی محیطی یافت می‌شوند. در دستگاه عصبی مرکزی، غلاف میلین از طریق سلول‌های نوروگلیا (نوع الیگودندروسیت) ایجاد می‌گردد. سلول‌های شوان، وظیفه ساخت غلاف میلین را در دستگاه عصبی محیطی برعهده دارند.

## گونه‌های تار یا فیبر عصبی
گونه‌های تار در دستگاه عصبی عبارتند از:
- برهنه: فاقد پوشش بوده و خاکستری رنگ هستند.
- با غلاف شوان و بدون میلین: خاکستری رنگ هستند. در آکسون‌های بدون میلین، سلول‌های شوان پوشش نازکی را برای آکسون رشته عصبی ایجاد می‌کنند[۴](در دستگاه عصبی محیطی).
- با غلاف میلین و بدون شوان: سفید رنگ هستند. ماده میلین توسط سلول‌های نوروگلیا ساخته می‌شود. سلول‌های نوروگلیا، وظیفه ساخت میلین را در دستگاه عصبی مرکزی برعهده دارند.
- میلین دار و با غلاف شوان: سفید رنگ هستند. ماده میلین توسط سلول‌های شوان ساخته می‌شود.

در این‌گونه تارها، به فاصله هر یک تا دو میلی‌متر، تار عصبی فاقد پوشش میلینی است که به آن گره رانویه گویند.

## تارهای عصبی مرکزی
تارهای عصبی مرکزی همانند رشته‌های دستگاه عصبی محیطی، از نظر قطر، سرعت هدایت عصبی و وجود میلین (یا عدم وجود آن) متفاوت هستند. فیبرهای عصبی در دستگاه عصبی مرکزی مجتمع می‌شوند و راه‌های عصبی مختلفی را ایجاد می‌کنند. راه‌های صعودی در انتقال اطلاعات حسی به بخش‌های مختلف مغز (همانند مخچه، قشر مغز و ساقه مغز) نقش دارند. راه‌های نزولی همانند راه هرمی یا راه‌های خارج هرمی از اجتماع فیبرهای ایجاد می‌شوند که از مغز (قشر مغز یا ساقه مغز) تا نخاع امتداد داشته و در کنترل حرکت نقش دارند.

## تار عصبی محیطی

### گونه‌ها
هر عصب محیطی ممکن است شامل یک یا ترکیبی از تارهای عصبی ذیل باشد:
- تارهای عصبی حسی
- تارهای عصبی حرکتی
- تارهای عصبی خودکار

### اجزا
مجموعه تارها یا فیبرهای عصبی یک عصب محیطی را ایجاد می‌کنند و هر تار عصبی محیطی خود از قسمت‌های زیر تشکیل می‌گردد:
- آکسون
- غشای آسه که آکسون را احاطه می‌کند.
- غلاف میلین که ممکن است در بعضی از تارها وجود نداشته باشد.
- غلاف شوان که از سلول‌های شوان تشکیل شده‌است که به این غلاف نورولم یا نورولما نیز گفته می‌شود.
- لوله یا غلاف اندونوریوم

### طبقه‌بندی
فیبرهای عصبی محیطی، بر اساس قطر شامل سه گروه هستند:
- گروه A. قطورترین فیبرهای حاوی میلین بوده و فیبرهای بدنی (سوماتیک) آوران و وابران در این گروه قرار می‌گیرند. فیبرهای گروه A، خود شامل چهار دسته آلفا، بتا، گاما و دلتا است.
- گروه B. شامل رشته‌های حاوی میلین نوع پیش‌عقده‌ای (Preganglionic) در دستگاه عصبی خودکار هستند.
- گروه C. این گروه فاقد میلین بوده و سرعت هدایت عصبی بسیار پایینی دارند. این فیبرها بیش از نیمی از رشته‌های حسی بیشتر اعصاب محیطی و کلیه رشته‌های پس‌عقده‌ای (Postganglionic) دستگاه عصبی خودکار را تشکیل می‌دهند.[۵] گروه C، حس‌های درد، درجه حرارت، لمس و خارش را انتقال می‌دهند و دارای فیبر حسی IV هستند.

#### رشته‌های حرکتی گروه A
این فیبرها سه نوع هستند که عبارتند از:
- نوع A alpha. سرعت هدایت بالایی دارند. فیبرهای خارج دوک عضلانی، از طریق این گروه عصب دهی می‌گردند و نورون آن‌ها به نام نورون حرکتی آلفا خوانده می‌شوند. نورون‌های حرکتی آلفا به عضلات خارج دوکی آهسته و سریع می‌روند.
- نوع A beta. این گروه، فیبرهای دوک عضلانی را عصب رسانی می‌کنند و همچنین انشعاباتی به عضلات خارج دوکی آهسته می‌دهند.
- نوع A gamma. فیبرهای دوک عضلانی را عصب دهی می‌کنند. نورون‌های این رشته‌ها به نام نورون حرکتی گاما نامیده می‌شوند.

#### رشته‌های حسی گروه A
رشته‌های حسی گروه A، شامل سه دسته ذیل هستند:
- نوع A alpha. دو نوع وجود دارد که عبارتند از:

1. گیرنده‌های اولیه دوک عضلانی که دارای فیبر حسی Ia هستند.
2. اندام وتری گلژی که دارای فیبر حسی Ib هستند.

- نوع A beta. دو نوع اصلی گیرنده حسی در این دسته عبارتند از:

1. گیرنده‌های ثانویه دوک عضلانی که دارای فیبر حسی II هستند.
2. گیرنده‌های مکانیکی پوستی که دارای فیبر حسی II هستند. گیرنده‌های مکانیکی یا مکانورسپتورها،[۶] گیرنده‌هایی هستند که به نیروهای مکانیکی همانند لمس، کشش، فشار و حس موقعیت مفصل پاسخ می‌دهند.

- نوع A delta. دارای گیرنده‌های درد و سرما و بعضی از گیرنده‌های لمسی بوده که دارای فیبر حسی III هستند.[۷]